# Algarve-Cup 2006
Der Algarve-Cup 2006 war die 13. Ausspielung des seit 1994 alljährlich ausgetragenen und nach dem Olympiaturnier der Frauen, der WM und EM wichtigsten Frauenfußballturniers für Nationalmannschaften und fand vom 9. bis 15. März 2006 wie gehabt an verschiedenen Spielorten der Algarve, der südlichsten Region Portugals statt.
Weltmeister Deutschland gewann erstmals den Wettbewerb mit einem 4:3 im Elfmeterschießen gegen den amtierenden Olympiasieger USA.
Spielorte waren Albufeira, Alvor, Faro, Ferreiras, Lagoa, Lagoa, Loulé, Quarteira, Silves und Vila Real.

## Modus
An dem Turnier nahmen elf Nationalmannschaften teil. Die acht am höchsten eingeschätzten Mannschaften bildeten die Gruppen A und B, die drei schwächeren Mannschaften die Gruppe C. Zuerst spielten die Teams in ihrer Gruppe jeder gegen jeden um die Platzierung. Dabei war zunächst die beste Punktzahl, dann der direkte Vergleich und erst danach die Tordifferenz für die Platzierung entscheidend. Danach wurde wie folgt verfahren:
- Spiel um Platz 9: Die zweitplatzierte Mannschaft der Gruppe C gegen die schlechtere viertplatzierte Mannschaft der Gruppen A oder B.
- Spiel um Platz 7: Sieger der Gruppe C gegen die bessere viertplatzierte Mannschaft der Gruppen A oder B.
- Spiel um Platz 5: Die drittplatzierten Mannschaften der Gruppen A und B.
- Spiel um Platz 3: Die zweitplatzierten Mannschaften der Gruppen A und B.
- Endspiel: Die Sieger der Gruppen A und B spielten um den Turniersieg.

## Das Turnier

### Gruppenphase
Gruppe A
| Pl. | Land        | Sp. | S | U | N | Tore    | Diff. | Punkte |
| --- | ----------- | --- | - | - | - | ------- | ----- | ------ |
| 1.  | Deutschland | 3   | 3 | 0 | 0 | 009:000 | +9    | 09     |
| 2.  | Schweden    | 3   | 1 | 1 | 1 | 004:400 | ±0    | 04     |
| 3.  | Norwegen    | 3   | 0 | 2 | 1 | 000:100 | −1    | 02     |
| 4.  | Finnland    | 3   | 0 | 1 | 2 | 001:900 | −8    | 01     |

|                   |   |             |     |
| 9. März in Loulé  |   |             |     |
| Deutschland       | – | Finnland    | 5:0 |
| 9. März in Loulé  |   |             |     |
| Norwegen          | – | Schweden    | 0:0 |
| 11. März in Loulé |   |             |     |
| Schweden          | – | Deutschland | 0:3 |
| 11. März in Alvor |   |             |     |
| Finnland          | – | Norwegen    | 0:0 |
| 13. März in Faro  |   |             |     |
| Schweden          | – | Finnland    | 4:1 |
| 13. März in Faro  |   |             |     |
| Deutschland       | – | Norwegen    | 1:0 |

Gruppe B
| Pl. | Land       | Sp. | S | U | N | Tore    | Diff. | Punkte |
| --- | ---------- | --- | - | - | - | ------- | ----- | ------ |
| 1.  | USA        | 3   | 2 | 1 | 0 | 009:100 | +8    | 07     |
| 2.  | Frankreich | 3   | 1 | 1 | 1 | 004:600 | −2    | 04     |
| 3.  | China      | 3   | 1 | 1 | 1 | 006:100 | +5    | 04     |
| 4.  | Dänemark   | 3   | 0 | 1 | 2 | 002:130 | −11   | 01     |

|                       |   |            |     |
| 9. März in Faro       |   |            |     |
| China                 | – | USA        | 0:0 |
| 9. März in Faro       |   |            |     |
| Dänemark              | – | Frankreich | 2:2 |
| 11. März in Loulé     |   |            |     |
| Frankreich            | – | China      | 1:0 |
| 11. März in Quarteira |   |            |     |
| Dänemark              | – | USA        | 0:5 |
| 13. März in Faro      |   |            |     |
| USA                   | – | Frankreich | 4:1 |
| 13. März in Lagos     |   |            |     |
| Dänemark              | – | China      | 0:6 |

Gruppe C
Nordirland als vierte Mannschaft zog zurück, „Ersatzkandidat“ Slowakei trat aber ebenfalls nicht an, so dass nur mit drei Teams gespielt wurde.
| Pl. | Land     | Sp. | S | U | N | Tore    | Diff. | Punkte |
| --- | -------- | --- | - | - | - | ------- | ----- | ------ |
| 1.  | Mexiko   | 2   | 1 | 1 | 0 | 006:000 | +6    | 04     |
| 2.  | Irland   | 2   | 1 | 1 | 0 | 001:000 | +1    | 04     |
| 3.  | Portugal | 2   | 0 | 0 | 2 | 000:700 | −7    | 0      |

|                                        |   |        |     |
| 9. März in Alvor                       |   |        |     |
| Portugal                               | – | Irland | 0:1 |
| 11. März in Vila Real de Santo António |   |        |     |
| Irland                                 | – | Mexiko | 0:0 |
| 13. März in Silves                     |   |        |     |
| Portugal                               | – | Mexiko | 0:6 |

### Platzierungsspiele
Alle Spiele fanden am 15. März 2006 statt.
Spiel um Platz 9
|          |   |        |     |
| Lagoa    |   |        |     |
| Dänemark | – | Irland | 4:0 |

Spiel um Platz 7
|           |   |          |     |
| Ferreiras |   |          |     |
| Mexiko    | – | Finnland | 4:3 |

Spiel um Platz 5
|           |   |       |     |
| Albufeira |   |       |     |
| Norwegen  | – | China | 1:0 |

Spiel um Platz 3
|          |   |            |     |
| Faro     |   |            |     |
| Schweden | – | Frankreich | 1:0 |

- Schiedsrichterin:  Kari Seitz

### Finale
| Deutschland                                   | Deutschland | USA | USA |
| --------------------------------------------- | --- | --- | --- |
| Deutschland                                   | \| 15. März 2006 in Faro/Loulé (Estádio Algarve) \| \| Ergebnis: 0:0 n. V., 4:3 i. E. \| \| Zuschauer: 400 \| \| Schiedsrichterin: Susanne Borg ( Schweden) \| \| Spielbericht \| \| Spielbericht2 \|                                                                                | \| 15. März 2006 in Faro/Loulé (Estádio Algarve) \| \| Ergebnis: 0:0 n. V., 4:3 i. E. \| \| Zuschauer: 400 \| \| Schiedsrichterin: Susanne Borg ( Schweden) \| \| Spielbericht \| \| Spielbericht2 \|                                                                      | USA |
| Deutschland                                   | Silke Rottenberg • Kerstin Stegemann, Steffi Jones, Annike Krahn, Sandra Minnert (106. Sonja Fuss) • Anja Mittag (65. Melanie Behringer), Kerstin Garefrekes, Britta Carlson (58. Célia Okoyino da Mbabi), Conny Pohlers • Birgit Prinz , Petra Wimbersky Cheftrainerin: Silvia Neid | Hope Solo • Amy LePeilbet, Cat Whitehill, Christie Rampone, Heather Mitts • Carli Lloyd (69. Lindsay Tarpley, 102. Marci Miller), Aly Wagner • Kristine Lilly , Shannon Boxx • Heather O’Reilly (70. Natasha Kai, 116. Amy Rodriguez), Abby Wambach Cheftrainer: Greg Ryan | USA |
| Deutschland                                   | Elfmeterschießen | | USA |
| Deutschland                                   | 1:1 Melanie Behringer 2:1 Conny Pohlers Birgit Prinz schießt über das Tor 3:2 Célia Okoyino da Mbabi 4:3 Petra Wimbersky | 0:1 Aly Wagner Rottenberg hält gegen Shannon Boxx 2:2 Cat Whitehill Abby Wambach schießt an die Latte 3:3 Kristine Lilly | USA |
| 15. März 2006 in Faro/Loulé (Estádio Algarve) | | |     |
| Ergebnis: 0:0 n. V., 4:3 i. E.                | | |     |
| Zuschauer: 400                                | | |     |
| Schiedsrichterin: Susanne Borg ( Schweden)    | | |     |
| Spielbericht                                  | | |     |
| Spielbericht2                                 | | |     |

## Auszeichnungen
- Beste Torhüterin: Hope Solo (USA)
- Beste Spielerin: Shannon Boxx (USA)
- Fairste Mannschaft: Finnland